# Tobias Haug
Tobias Haug (* 25. Juni 1993 in Freiburg im Breisgau) ist ein ehemaliger deutscher Nordischer Kombinierer.

## Werdegang
Tobias Haug begann im Alter von neun Jahren mit der Nordischen Kombination. Bei den Junioren-Weltmeisterschaften 2012 in Erzurum belegte er einen 14. Platz.
In der Saison 2012/13 wechselte er in den A-Kader und gab am 26. Januar 2013 in Klingenthal sein Debüt im Weltcup der Nordischen Kombination. Auf Anhieb gelang ihm als 20. ein Platz in den Punkterängen.
Haugs bisher beste Platzierungen in Weltcup-Einzelwettbewerben sind der 15. Rang in Ramsau am Dachstein am 15. Dezember 2013, wo er nach dem Springen an zweiter Stelle gelegen hatte, und der 14. Platz am 17. Januar 2014 beim Auftakt des „Nordic Combined Triple“ in Seefeld. In Val di Fiemme stürzte er beim Springen am 29. Januar 2015 und zog sich einen Knöchelbruch und einen Riss des Syndesmosebandes zu. Am 26. Januar 2016 erreichte er mit dem zweiten Platz im Teamsprint von Val di Fiemme zusammen mit Tino Edelmann zum ersten Mal eine Podestplatzierung im Weltcup.
Am 22. Dezember 2017 gab Haug über seine Facebook-Seite bekannt, dass er seine aktive Karriere beendet. Zuletzt war er immer wieder durch Stürze geplagt.
Tobias Haug startete für den SV Baiersbronn.

## Erfolge

### Weltcup-Platzierungen
| Saison  | Platz | Punkte |
| ------- | ----- | ------ |
| 2012/13 | 39.   | 42     |
| 2013/14 | 40.   | 50     |
| 2014/15 | 51.   | 21     |
| 2015/16 | 49.   | 14     |